# Onitis nubiensis
Onitis nubiensis är en skalbaggsart som beskrevs av Lansberge 1875. Onitis nubiensis ingår i släktet Onitis och familjen bladhorningar. Inga underarter finns listade i Catalogue of Life.